# Dunfermline Building Society
Die Dunfermline Building Society war die größte Bausparkasse Schottlands. Sie wurde 2014 aufgelöst.

## Geschichte
Das Unternehmen wurde 1869 gegründet. 1994 wurde der neue Hauptsitz im Süden von Dunfermline bezogen. 1999 wurde erstmals Telefonbanking angeboten. 2009 geriet das Unternehmen während der Finanzkrise in wirtschaftliche Schwierigkeiten. Grund sollen risikoreiche Anlagen in den USA sein. Presseberichten zufolge sucht die britische Finanzmarktaufsicht Käufer für Teile des Unternehmens.